# ケヤッキー
ケヤッキーは、おいでよ宮城の公式キャラクターである。
宮城県の県木である欅をモチーフにしており、かつては2001年に開催された第56回国民体育大会並びに第1回全国障害者スポーツ大会の公式キャラクターであった。

## 概要
宮城県のイラストレーター樽井純生によってデザインされ、1997年9月に国体県準備委員会によって発表された。二十一世紀を担う若者たちをイメージしており、緑や黄土色の色彩は宮城の豊かな四季の彩りを表現し、頭上の小鳥にはゆとりと潤いある社会への願いが込められている 。2001年宮城国体のPRに県内外で活躍し、国体終了後も宮城県のPRをしていたが、現在は県の管理を離れて代わりにむすび丸が宮城県の観光PRキャラクターとして活躍している。
約10年間表舞台に出なかったケヤッキーだが、人気Twitterアカウントおいでよ宮城がアイコンに使うことで話題になり、2017年にはおいでよ宮城公式キャラクターに就任。様々なコラボグッズが作られ、着ぐるみも新調された。

## 表記
各国語での表記は以下のように定められている。
カタカナ：ケヤッキー
繁体字：來宮城樹
簡体字：来宫城树
ハングル：케얏키
ギリシア文字：Κεγιακκι
キリル文字：Кеяцкий
ラテン文字：Keyakky

## 歴史
- 1997年9月8日　第56回国民体育大会マスコット決定
- 1997年10月1日　マスコット愛称を募集開始
- 1998年2月17日　マスコット名が「ケヤッキー」に決定
- 2000年3月1日　国体ボランティア「ケヤッキークラブ」募集開始
- 2001年1月1日　みうらじゅんによるコラム「ユルキャラ民俗学 第７回『ケヤッキー』」にて全国に紹介される[8]
- 2001年1月27日　第56回国民体育大会開催
- 2001年10月27日　第1回全国障害者スポーツ大会開催
- 2005年　宮城県の管理から外れる
- 2007年3月8日　むすび丸誕生
- 2013年12月13日　おいでよ宮城Twitter開始
- 2017年12月1日　おいでよ宮城（おい宮さん）が第1回仙台流行語大賞受賞[9]
- 2017年末　おいでよ宮城公式キャラクターに就任
- 2018年11月16日　おかえりケヤッキーキャンペーン開始
- 2019年7月15日　帰ってきたケヤッキーキャンペーン開始
- 2019年7月25日　公式Twitter開始
- 2019年7月31日　第9回ゆるキャラグランプリ参加決定
- 2019年8月29日　新ケヤッキーお披露目[10]
- 2019年9月17日　公式TikTok開始
- 2019年9月20日　仙台市青葉区国分町にケヤッキー自動販売機設置[11][5]
- 2019年10月31日　「ケヤッキーのうた」発表
- 2019年11月3日　台風19号の被害を受けた丸森町の災害ボランティアに参加[12]
- 2019年11月3日　ゆるキャラグランプリ19位入賞[13]
- 2019年11月19日　YouTubeケヤッキーチャンネル開設
- 2019年12月1日　SENDAI光のページェントへのクラウドファンディング開始[14]
- 2019年12月16日　第2回東北流行語大賞にて4位獲得[15]
- 2020年6月1日　POEMが『ケヤッキー × POEM』企画を発表[16]
- 2020年6月12日　藤崎がケヤッキー弁当を販売[17]
- 2020年6月29日　第10回ゆるキャラグランプリ参加決定
- 2020年7月31日　東北楽天ゴールデンイーグルスとのコラボグッズを発売[18]
- 2020年10月4日　ゆるキャラグランプリ43位入賞[19]
- 2021年4月30日　エンドーチェーン EBeanSとのコラボグッズを発表[20]
- 2021年5月15日　『仙台ゆかりのキャラクター人気ランキング』第5位[21]

## 種類
- 初期ケヤッキー
- 5頭身ケヤッキー（旧ケヤッキー）
- 簡易型5頭身ケヤッキー
- 新ケヤッキー

## ケヤッキー像
2001年のみやぎ国体では、会場などに高さ1.5mほどの彩色されたケヤッキーの像が設置された。この像は大会後民間に払い下げられるなどして、現在も宮城県各地で見ることができる。現在判明している設置場所は以下。
- 仙台市

仙台市障害者福祉センター
私立仙台大学附属明成高校倉庫
- 利府町

セキスイハイムスーパーアリーナ
キューアンドエースタジアムみやぎ
利府町立利府小学校
- 柴田町

私立仙台大学
- 登米市登米祝祭劇場のケヤッキー像

中田町上沼駅前　（北緯38度42分55.98秒 東経141度14分43.0944秒 / 北緯38.7155500度 東経141.245304000度）
東和町東和総合運動公園
長沼ボート場

登米祝祭劇場のケヤッキー像

迫町北方の国道398号線の旧道沿い （北緯38度42分53.8秒 東経141度10分21.1秒 / 北緯38.714944度 東経141.172528度）
登米祝祭劇場
- 加美町

鳴瀬川カヌーレーシング競技場
加美町中新田体育館(2本)
- 大崎市

わかば保育園
- 美里町

トレーニングセンター
- 大郷町

リサイクル店 得(2本)

## ケヤッキーキャンペーン
「おいでよ宮城」「泉区プラス」「仙台つーしん」によるキャンペーン。新規販売されたケヤッキーグッズを宮城県内の加盟店に持っていけば無料で追加サービスを受けられる。グッズの売り上げは光のページェントなど宮城県内への寄附金に活用される。
おかえりケヤッキーキャンペーン
2018年11月16日から2018年12月31日まで開催。
参加店舗は20店。
帰ってきたケヤッキーキャンペーン
2019年7月15日から2020年6月30日まで開催。
参加店舗は100店。
ケヤッキーキャンーペーン
2020年8月1日から2021年7月31日まで開催。
参加店舗は30店。

## 公式ソング
「ケヤッキーのうた」
歌・作曲：ツシマコウ / 作詞：おいでよ宮城
　「ケヤッキーえかきうた」
歌・作詞・作曲：ツシマコウ

## ゆるキャラグランプリ
2019年
投票開始の前日7月31日の夜に電撃参戦。18年前のキャラクターが突如参戦したことがネット上で話題となり初日全国9位の好発進を遂げる。その後順位が落ちていくが、仙台七夕の最中の8月7日に再び10位まで上昇。8月に新ケヤッキー発表など話題は尽きなかったが順位は下がる一方で9月の中間発表では全国15位。公式TikTokの毎日更新やテーマソング発表などの効果もあり以降大幅に順位が下がることなくネット投票は終了した。当初長野市で行われるゆるキャラグランプリ本戦に出場を表明していたが、甚大な被害を出した台風19号の影響でおいでよ宮城のみ会場に行くことになり、ケヤッキーは丸森町での災害ボランティアに参加する。最終的にネット投票と会場票を合わせた得票数は19729ptで全国19位だった。
2020年
6月29日に参戦発表。今回のプロフィール写真は新ケヤッキーの周りを様々なポーズを決めた6体の旧ケヤッキーが囲むという奇妙なものだった。初日全国15位と昨年よりは劣るが、最後のゆるキャラグランプリとして勝負をかけるキャラクターが多い中まずまずのスタートを切る。しかしその後順位は下降の一途を辿り、投票開始10日目には前回最終順位を下回る21位になる。その後もプロ野球楽天イーグルスとコラボするなど話題を集め、コンスタントに票が入るが順位が上がることはなくネット投票は終了。勝負は岩手県滝沢市で行われるゆるキャラグランプリ本戦に持ち越された。最終的にネット投票と会場票を合わせた得票数は8588ptで全国43位だった。

## エピソード
- ゆるキャラという言葉を考案しハイパーホビーにて「ユルキャラ民俗学」というコラムを連載していたみうらじゅんだが、連載第１回から第６回までは佐渡たらい舟[30]、海女[31]、天狗面[32]など「ゆるい造形物」のことをユルキャラ[注釈 4]と呼んで紹介していた。しかし第７回「ケヤッキー」[8]をきっかけに、それ以降はご当地PRキャラクターのことをユルキャラと呼ぶ方針に転換した。[要出典]
- 2017年8月においでよ宮城がガイドをする宮交観光バスツアーにケヤッキーを登場させようと、宮城県庁の倉庫に10年以上保管されていたケヤッキー着ぐるみを探し出したがあちこちボロボロで使い物にならなかった。しかしケヤッキーの後継ゆるキャラであるむすび丸のスタッフたちが協力して修繕してくれたおかげで使えるようになり、ケヤッキーの活動が再開した。[33]
- 新ケヤッキーには効果音を出すギミックがついていて、様々な音を出すパフォーマンスを得意としている。2020年ゆるキャラグランプリ会場でも賑やかに効果音を出してパフォーマンスをしていたが、共演したバーチャルYoutuberのぽんぽこ[注釈 5]はその様子を動画で紹介して「壊れたおもちゃ」と表現した。[動画 1]